# Квин Ан (округ Квин Анс, Мериленд)
Квин Ан (енгл. Queen Anne, Queen Anne's County) град је у америчкој савезној држави Мериленд.

## Демографија
По попису из 2010. године број становника је 222, што је 46 (26,1%) становника више него 2000. године.
| Група             | 2000.       | 2010.       |
| Белци             | 171 (97,2%) | 210 (94,6%) |
| Афроамериканци    | 1 (0,6%)    | 5 (2,3%)    |
| Азијати           | 2 (1,1%)    | 4 (1,8%)    |
| Хиспаноамериканци | 0 (0,0%)    | 0 (0,0%)    |
| Укупно            | 176         | 222         |